# Donna Reed

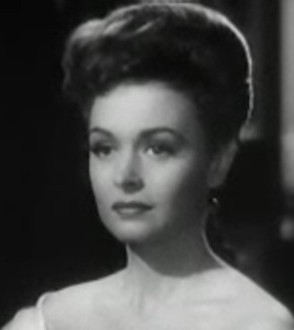
Donna Reed în The Picture of Dorian Gray

Donna Reed (n. 27 ianuarie 1921 - d. 14 ianuarie 1986) a fost o actriță americană, care a interpretat rolul Eleanor "Miss Ellie" Ewing în filmul serial Dallas distribuit de către CBS în perioada 1984-1985.

## Filmografie

### Film
| An   | Titlu                         | Rol                            | Note                                      |
| ---- | ----------------------------- | ------------------------------ | ----------------------------------------- |
| 1940 | Convicted Woman               | Inmate                         | Nemenționată                              |
| 1941 | The Get-Away                  | Maria Theresa 'Terry' O'Reilly |                                           |
| 1941 | Shadow of the Thin Man        | Molly                          |                                           |
| 1941 | Babes on Broadway             | Jonesy's Secretary             | Nemenționată                              |
| 1942 | The Bugle Sounds              | Sally Hanson                   |                                           |
| 1942 | The Courtship of Andy Hardy   | Melodie Eunice Nesbit          |                                           |
| 1942 | Mokey                         | Anthea Delano                  |                                           |
| 1942 | Calling Dr. Gillespie         | Marcia Bradburn                |                                           |
| 1942 | Apache Trail                  | Rosalia Martinez               |                                           |
| 1942 | Eyes in the Night             | Barbara Lawry                  |                                           |
| 1942 | Personalities                 |                                | Nemenționată                              |
| 1943 | The Human Comedy              | Bess Macauley                  |                                           |
| 1943 | Dr. Gillespie's Criminal Case | Marcia Bradburn                | Alt titlu: Crazy to Kill                  |
| 1943 | The Man from Down Under       | Mary Wilson                    |                                           |
| 1943 | Thousands Cheer               | Customer in Red Skelton Skit   |                                           |
| 1944 | See Here, Private Hargrove    | Carol Holliday                 |                                           |
| 1944 | Gentle Annie                  | Mary Lingen                    |                                           |
| 1945 | The Picture of Dorian Gray    | Gladys Hallward                |                                           |
| 1945 | They Were Expendable          | Lt. Sandy Davyss               |                                           |
| 1946 | Faithful in My Fashion        | Jean Kendrick                  |                                           |
| 1946 | It's a Wonderful Life         | Mary Hatch Bailey              |                                           |
| 1947 | Green Dolphin Street          | Marguerite Patourel            |                                           |
| 1948 | Beyond Glory                  | Ann Daniels                    |                                           |
| 1949 | Chicago Deadline              | Rosita Jean D'Ur               |                                           |
| 1951 | Saturday's Hero               | Melissa                        | Alt titlu: Idols in the Dust              |
| 1952 | Scandal Sheet                 | Julie Allison                  | Alt titlu: The Dark Page                  |
| 1952 | Rainbow 'Round My Shoulder    | Rolul ei                       | Nemenționată                              |
| 1952 | Hangman's Knot                | Molly Hull                     |                                           |
| 1953 | Trouble Along the Way         | Alice Singleton                | Alt titlu: Alma Mater                     |
| 1953 | Raiders of the Seven Seas     | Alida                          |                                           |
| 1953 | From Here to Eternity         | Alma "Lorene" Burke            | Academy Award for Best Supporting Actress |
| 1953 | The Caddy                     | Kathy Taylor                   |                                           |
| 1953 | Gun Fury                      | Jennifer Ballard               |                                           |
| 1954 | They Rode West                | Laurie MacKaye                 |                                           |
| 1954 | Three Hours to Kill           | Laurie Mastin                  |                                           |
| 1954 | The Last Time I Saw Paris     | Marion Ellswirth / Matine      |                                           |
| 1955 | The Far Horizons              | Sacajawea                      | Alt titlu: The Untamed West               |
| 1956 | The Benny Goodman Story       | Alice Hammond                  |                                           |
| 1956 | Ransom!                       | Edith Stannard                 | Alt titlu: Fearful Decision               |
| 1956 | Backlash                      | Karyl Orton                    |                                           |
| 1956 | Beyond Mombasa                | Ann Wilson                     |                                           |
| 1958 | The Whole Truth               | Carol Poulton                  |                                           |
| 1960 | Pepe                          | Rolul ei (cameo)               |                                           |
| 1979 | The Best Place to Be          | Sheila Callahan                | Film TV                                   |
| 1983 | Deadly Lessons                | Miss Wade                      | Film TV                                   |

### Televiziune
| An        | Titlu                    | Rol                     | Note                                             |
| --------- | ------------------------ | ----------------------- | ------------------------------------------------ |
| 1954      | Ford Television Theatre  | Lydia Campbell          | Episodul: "Portrait of Lydia"                    |
| 1955      | Tales of Hans Anderson   |                         | Episodul: "Wee Willie Winkie"                    |
| 1957      | General Electric Theater | Rayna                   | Episodul: "Light from Tormendero"                |
| 1957      | Suspicion                | Letty Jason             | Episodul: "The Other Side of the Curtain"        |
| 1958–1966 | The Donna Reed Show      | Donna Stone             | 275 episoade                                     |
| 1984      | The Love Boat            | Polly / Gwen            | Episoadele: "Polly's Poker Palace" (Parts 1 & 2) |
| 1984–1985 | Dallas                   | Miss Ellie Ewing Farlow | 24 episoade (ultima sa apariție)                 |